# Saprolito

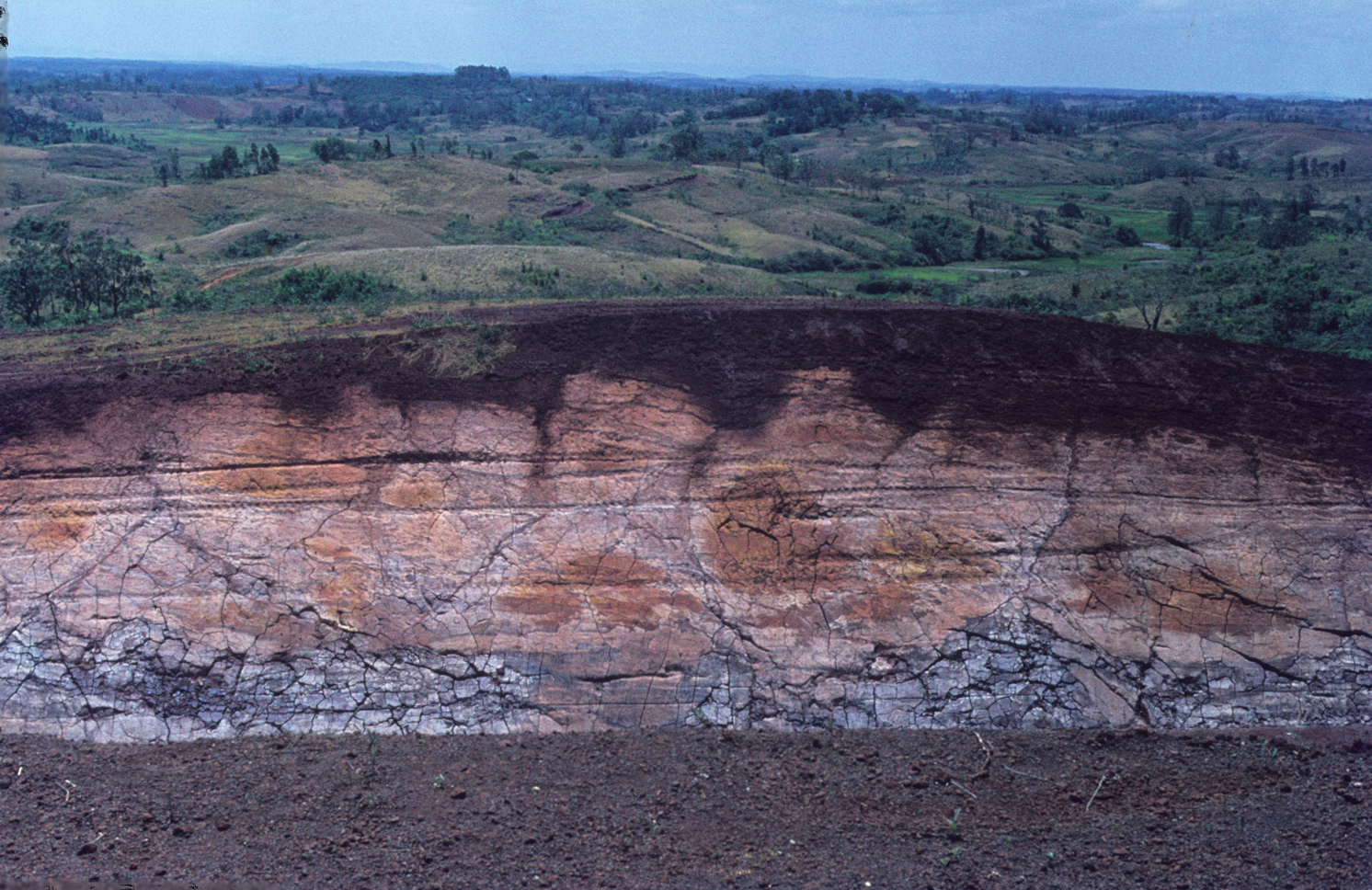
Meteorización irregular de toba volcánica (blanco azulado) a saprolito (blanco amarillento) y laterita (marrón oscuro), Madagascar

Un saprolito es una roca que se ha meteorizado a tal grado que constituye una masa de arcilla o grava donde todavía se pueden ver estructuras de la roca original.
 Un saprolito puede formar parte de un regolito.